# Eljero Elia
Eljero George Rinaldo Elia (sinh ngày 13 tháng 2 năm 1987 ở Voorburg) là một cầu thủ bóng đá người Hà Lan gốc Suriname, hiện đã giải nghệ.

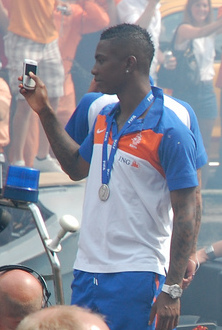
Elia tại đội tuyển Hà Lan năm 2010

Trước khi gia nhập Hamburg vào năm 2009, Elia chơi cho ADO Den Haag và FC Twente. Anh có trận ra mắt cho đội tuyển Hà Lan vào tháng 9 năm 2009, ghi bàn ngay trong trận đầu tiên, và được triệu tập cho đội tuyển ở World Cup 2010 ở Nam Phi. Vào năm 2009, Elia được trao giải thưởng Johan Cruiff cho "Cầu thủ trẻ xuất sắc nhất năm" ở Hà Lan. Điểm mạnh của cầu thủ này là khả năng dê dắt bóng tốt và tốc độ.

## Sự nghiệp câu lạc bộ

### ADO Den Haag
Trước khi chơi cho đội trẻ ADO Den Haag, anh từng chơi cho nhiều đội bóng nghiệp dư. Elia có trận ra mắt chuyên nghiệp vào năm 2004 khi mới 17 tuổi. Ở mùa giải đó anh chơi 4 trận và ghi 1 bàn cho ADO. Nhưng mọi thứ trở nên tồi tệ khi ADO có huấn luyện viên mới, Lex Schoenmaker. Sau một vài liên hệ với Elia, FC Twente nhanh chóng ký hợp đồng với cầu thủ này.

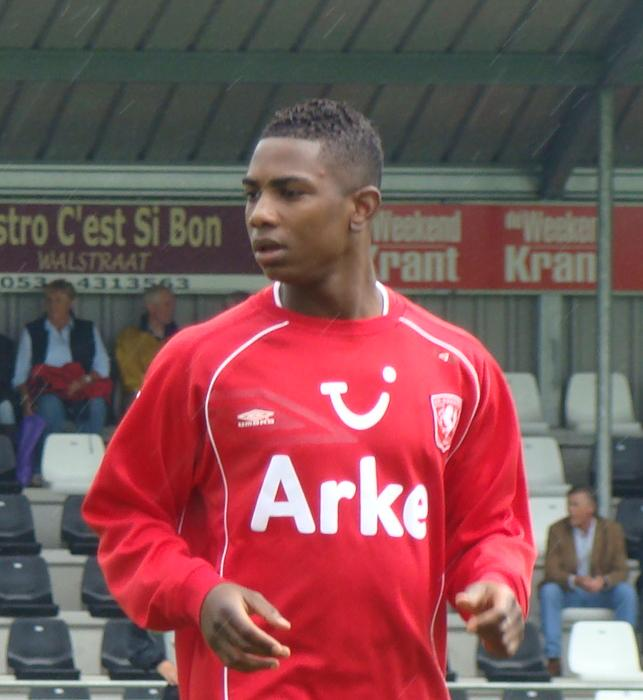
Elia ở Twente

### FC Twente
Không chỉ Twente nhắm tới anh, Ajax Amsterdam cũng muốn có được cầu thủ này. Nhưng nếu anh chọn Ajax, đầu tiên anh sẽ được đem cho ADO Den Haag mượn, và Elia sẽ không có cơ hội chơi ở đó. ADO, cũng bị xuống hạng, và anh không muốn chơi ở giải hạng hai. Khi anh chơi cho Twente, anh được đánh giá là một trong những cầu thủ xuất sắc nhất Eredivisie, được chọn là Tài năng xuất sắc nhất của bóng đá Hà Lan vào năm 2009.

### Hamburg SV
Vào ngày 5 tháng 7 năm 2009, Elia gia nhập Hamburg SV theo một bản hợp đồng có thời hạn 5 năm và mức giá 8,9 triệu euro. Vào ngày 8 tháng 8 năm 2009, Elia có trận ra mắt khi vào sân từ ghế dự bị ở trận đầu tiên của mùa giải. Kể từ khi gia nhập Hamburg anh trở thành một trong những cầu thủ hàng đầu ở Bundesliga và nhanh chóng chiếm được cảm tình nơi người hâm mộ.

### Juventus
Vào ngày 31 tháng 8 năm 2008, Elia gia nhập Juventus từ Hamburg SV với giá 9 triệu euro.

### Werder Bremen
Ngày 9 tháng 7 năm 2012, Werder Bremen đã đạt được thỏa thuận với Juventus về bản hợp đồng bốn năm với Elia với phí chuyển nhượng 5,5 triệu euro.

### Southampton
Ngày 23 tháng 12 năm 2014, Southampton thông báo sẽ mượn Elia trong giai đoạn còn lại của mùa giải 2014-15. Ngày 11 tháng 1 năm 2015, Elia có trận ra mắt câu lạc bộ mới trong chiến thắng 1-0 trước Manchester United tại Old Trafford ở vòng đấu 21 Giải bóng đá Ngoại hạng Anh 2014-15. Một tuần sau đó, anh lập cú đúp giúp Southampton đánh bại Newcastle United 2-1.

## Sự nghiệp đội tuyển quốc gia
Elia bắt đầu chơi cho đội U-19 Hà Lan vào năm 2005, một năm sau khi anh bắt đầu chơi bóng chuyên nghiệp. Anh tiến bộ nhanh chóng, vào đầu năm 2006, anh được chọn vào đội U-21 Hà Lan. Elia cũng được Bert van Marwijk chọn vào đội tuyển quốc gia Hà Lan và có trận ra mắt ở trận giao hữu với đội tuyển bóng đá quốc gia Anh.
Vào ngày 6 tháng 9 năm 2009, Elia có trận ra mắt cho đội tuyển bóng đá quốc gia Hà Lan trong trận gặp đội tuyển bóng đá quốc gia Nhật Bản. Anh vào sân ở đầu hiệp hai thay Arjen Robben. Trận đầu tiên của anh cho Cơn lốc màu da cam trở nên vô cùng suôn sẻ, Elia kiến tạo hai tình huống trong chiến thắng 3-0. Ngay trong trận thứ hai của anh, Elia ghi bàn duy nhất trong trận gặp đội tuyển bóng đá quốc gia Scotland vào ngày 9 tháng 9 năm 2009.

### World Cup 2010
Elia được đưa vào danh sách sơ bộ cho đội tuyển Hà Lan ở World Cup 2010 ở Nam Phi. Vào ngày 27 tháng 5 năm 2010, huấn luyện viên Hà Lan Bert van Marwijk cho biết cầu thủ này sẽ nằm trong danh sách 23 cầu thủ được triệu tập cho giải đấu.
Anh kiến tạo bàn thứ hai trong chiến thắng 2-0 trước đội tuyển bóng đá quốc gia Đan Mạch, sau khi cú sút của anh trúng cột dọc và Dirk Kuyt lao vào đá bồi. Trong trận thứ hai của Hà Lan ở vòng bảng với Nhật Bản, Elia vào sân ở phút 72 sau khi Wesley Sneijder ghi bàn. Ở phút 66 trong trận Hà Lan gặp đội tuyển bóng đá quốc gia Cameroon ở lượt trận cuối vòng bảng, anh vào sân thay cho Dirk Kuyt.
Trong trận chung kết World Cup 2010, anh có mặt từ phút thứ 70 và cùng tuyển Hà Lan giành vị trí thứ hai chung cuộc tại giải đấu này sau thất bại 1-0 trước Tây Ban Nha.

### Bàn thắng quốc tế
| 1 | 9 tháng 9 năm 2009 | Glasgow, Scotland | Scotland | 0-1 | 0-1 | Vòng loại World Cup 2010 |
| 2 | 5 tháng 6 năm 2010 | Amsterdam, Hà Lan | Hungary  | 5-1 | 6-1 | Giao hữu                 |

## Thống kê
Tính đến 16 tháng 5 năm 2017.
| Câu lạc bộ          | Mùa giải            | Giải đấu      | Giải đấu     | Cúp quốc gia  | Cúp quốc gia | Châu lục      | Châu lục     | Tổng cộng     | Tổng cộng    |
| Câu lạc bộ          | Mùa giải            | Số lần ra sân | Số bàn thắng | Số lần ra sân | Số bàn thắng | Số lần ra sân | Số bàn thắng | Số lần ra sân | Số bàn thắng |
| ------------------- | ------------------- | ------------- | ------------ | ------------- | ------------ | ------------- | ------------ | ------------- | ------------ |
| ADO Den Haag        | 2004–05             | 4             | 1            | 0             | 0            | —             | —            | 4             | 1            |
| ADO Den Haag        | 2005–06             | 30            | 2            | 0             | 0            | —             | —            | 30            | 2            |
| ADO Den Haag        | 2006–07             | 25            | 3            | 1             | 0            | —             | —            | 26            | 3            |
| Tổng cộng           | Tổng cộng           | 59            | 6            | 1             | 0            | —             | —            | 60            | 6            |
| Twente              | 2007–08             | 30            | 2            | 0             | 0            | 6             | 0            | 36            | 2            |
| Twente              | 2008–09             | 34            | 9            | 5             | 4            | 8             | 1            | 47            | 14           |
| Tổng cộng           | Tổng cộng           | 64            | 11           | 5             | 4            | 14            | 1            | 83            | 16           |
| Hamburger SV        | 2009–10             | 24            | 5            | 1             | 0            | 10            | 1            | 35            | 6            |
| Hamburger SV        | 2010–11             | 24            | 2            | 1             | 0            | —             | —            | 25            | 2            |
| Hamburger SV        | 2011–12             | 4             | 0            | 1             | 0            | —             | —            | 5             | 0            |
| Tổng cộng           | Tổng cộng           | 52            | 7            | 3             | 0            | 10            | 1            | 65            | 8            |
| Juventus            | 2011–12             | 4             | 0            | 1             | 0            | —             | —            | 5             | 0            |
| Tổng cộng           | Tổng cộng           | 4             | 0            | 1             | 0            | —             | —            | 5             | 0            |
| Werder Bremen       | 2012–13             | 24            | 0            | 1             | 1            | —             | —            | 25            | 1            |
| Werder Bremen       | 2013–14             | 33            | 4            | 0             | 0            | —             | —            | 33            | 4            |
| Werder Bremen       | 2014–15             | 9             | 0            | 1             | 0            | —             | —            | 10            | 0            |
| Tổng cộng           | Tổng cộng           | 66            | 4            | 2             | 1            | —             | —            | 68            | 5            |
| Southampton (mượn)  | 2014–15             | 16            | 2            | 1             | 0            | —             | —            | 17            | 2            |
| Tổng cộng           | Tổng cộng           | 16            | 2            | 1             | 0            | —             | —            | 17            | 2            |
| Feyenoord           | 2015–16             | 29            | 8            | 5             | 0            | —             | —            | 34            | 8            |
| Feyenoord           | 2016–17             | 24            | 9            | 3             | 1            | 3             | 0            | 30            | 10           |
| Tổng cộng           | Tổng cộng           | 53            | 17           | 8             | 1            | 3             | 0            | 64            | 18           |
| Tổng cộng sự nghiệp | Tổng cộng sự nghiệp | 314           | 47           | 21            | 6            | 27            | 2            | 358           | 55           |